# Crithagra tristriata
Crithagra tristriata é uma espécie de ave da família Fringillidae.
Pode ser encontrada nos seguintes países: Eritreia, Etiópia e Somália.
Os seus habitats naturais são: florestas temperadas e matagal árido tropical ou subtropical.